# FÓKUSZ (MOM üzemi lap)
A FÓKUSZ a Magyar Optikai Művek 1971-ben alapított, kezdetben havonta, majd 1973-tól kéthetente megjelenő üzemi lapja volt, amelyet az akkori Hírlapkiadó Vállalat adott ki. A lap 1995-ben szűnt meg.

## Tartalom, orientáció
A lap a MOM Pártbizottság elvi irányításával működött, a szerkesztő bizottság elnöke a mindenkori agit-prop titkár volt. A FÓKUSZ a kor elvárásainak megfelelő tájékoztatás mellett, nagy terjedelmű kulturális és sport rovatot működtetett. Ez utóbbi a tömegsport népszerűsítését, szervezését tartotta legfontosabb feladatának. 
Az újságot 3-4 fő hivatásos újságíró készítette. Számos üzemi dolgozó -többek között: Csákvári István, Kánya János, Nagy István, Palásthy Árpád, Sajti Dezső, Sulányi Vilmos- is a műhelyhez tartozott, többen rovatot vezettek. Az újság képanyagát gyári dolgozók (fotó: Tóth János és Gedő Miklós, karikatúra: Oszlopi László) készítették.
A lapban megjelentek kritikus írások, népszerűek voltak az akkor még szokatlan "rákérdezős" interjúk. A legkomolyabb konfliktust a szerkesztőség és az "érintettek" között, a "Halott szerszámok" című, Baric Imre által írt, tényfeltáró riport okozta.

## Főszerkesztők
- Suha Andor
- Horváth Tiborné
- Varga Miklós

## Munkatársak
| - Ács Jenő - Ártányi Horváth László - Banos János - Barabás Terézia - Baric Imre - Barta Szabó József - Bogdán Zoltán - Bokor Levente - Juhász Gyula - Juhász Judit | - Kaszás Géza - L. Kelemen Gábor - Kenedi Lia - Kiss D. János - Kurucz Tamás - Pardi Anna - Pless Zsuzsa - Rege Sándor - Szép Zsuzsa - Vennes Aranka |

## Centenáriumi melléklet
Ipartörténeti jelentőségű az 1976-ban megjelent négy részes kiadvány. Legértékesebb cikkei közé tartoztak a gyártmánycsaládok vezetőtervezőinek összegző írásai. "A kor, amelyben született" című indító cikket Ijjas József az ELTE tanársegédje írta. A kiadvány felhasználta a széles körben összegyűjtött kordokumentumokat, nem egy közülük először került közlésre. A mellékletben és a centenárium körüli aktuális számokban körülbelül 500 fleknyi írás jelent meg. A mellékletben megjelent dokumentumok jelentős része az Üzemtörténeti Szakkör gyűjtéséből származott. A szakkör vezetője, Molnár Imre a Városmajor utcai általános iskola igazgatója volt. Számos cikk alapja a szakkör és az újság munkatársai által közösen hangszalagra rögzített beszélgetés volt. 
A mellékletet a lap akkori hivatásos újságírói szerkesztették:
- Horváth Tiborné főszerkesztő

valamint 
- Barabás Terézia
- Kaszás Géza
- L Kelemen Gábor
- Németh Géza
- Vennes Aranka